# MARICA
MARICA, acronim de la Mașina Automată cu Relee a Institutului de Calcul al Academiei, este un calculator românesc  conceput și realizat experimental în 1959 la Institutul de Calcul din Cluj. Printre inginerii care l-au construit se numără: Gh. Farkaș, M. Bocu, Azzola Bruno. 

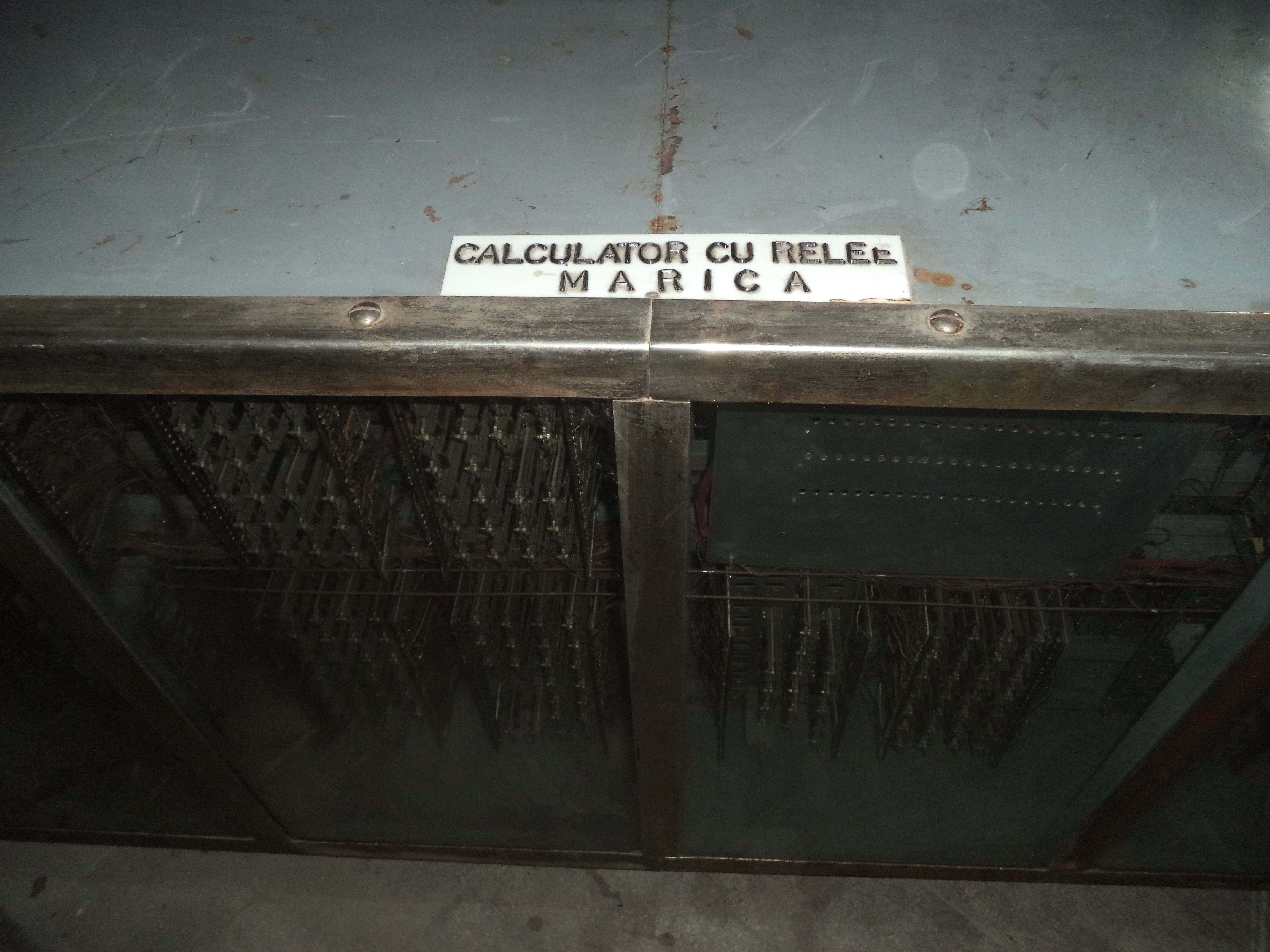
Sigla Calculatorului cu Relee Electromagnetice MARICA

Numerele se reprezintau în sistem binar, prin câte 22 de cifre. Mașina era de tip paralel, cu virgulă fixă și cu o adresă; se prevedea posibilitatea realizării unei viteze de circa 180 de adunări sau scăderi pe minut. Pe lângă cele patru operații aritmetice, mașina mai executa și alte operații necesare la efectuarea automată a programelor de calcul. 

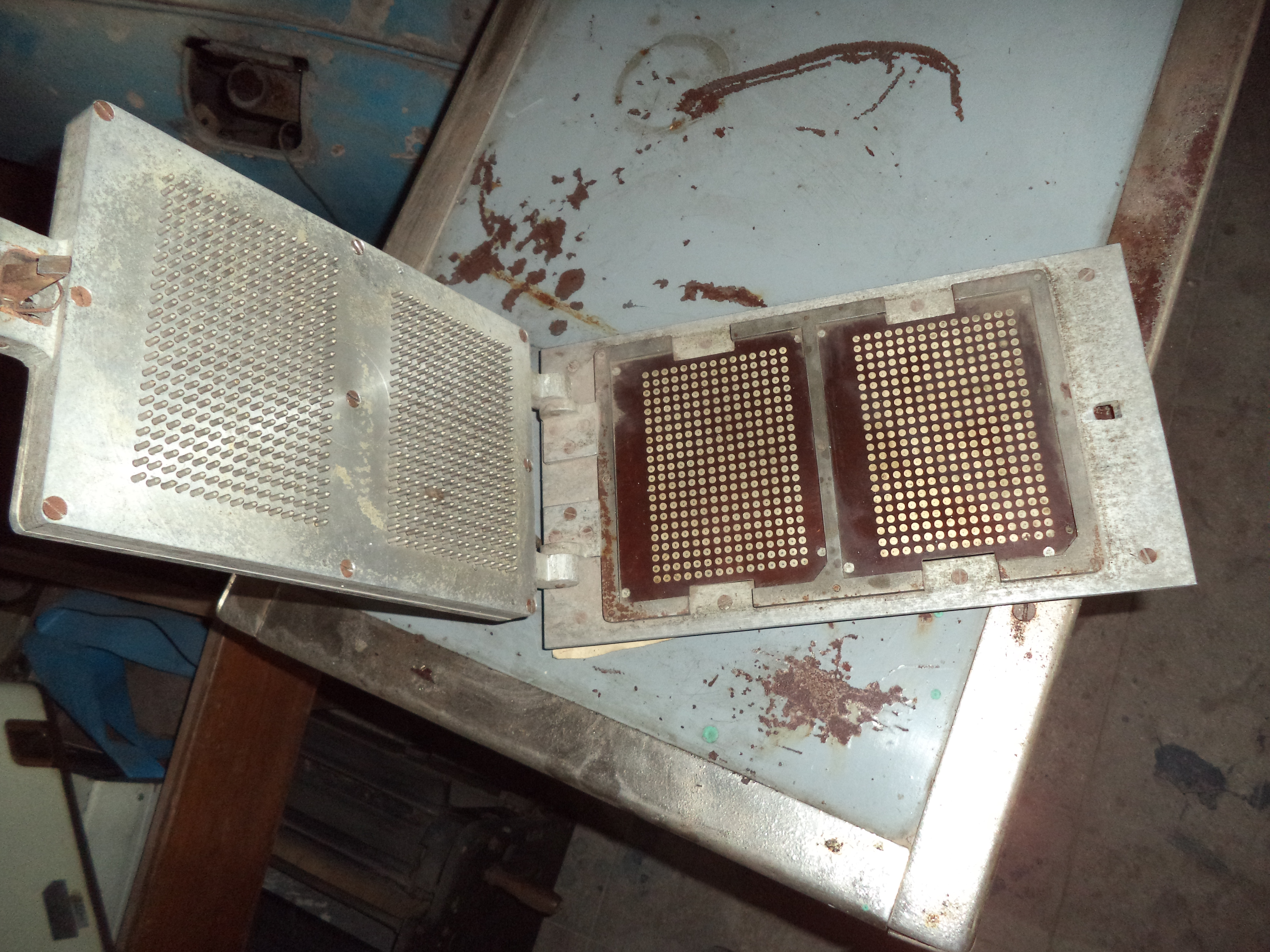
Dispozitiv Introducere Date pentru Calculatorul MARICA

Introducerea datelor în mașină se realiza în sistemul binar de numerație, iar ieșirea în cel zecimal. 
La construcție au fost folosite relee electromagnetice de tip telefonic. Folosea atât tuburi cât și tranzistoare.
În prezent se află la  Muzeul Național Tehnic Dimitrie Leonida.

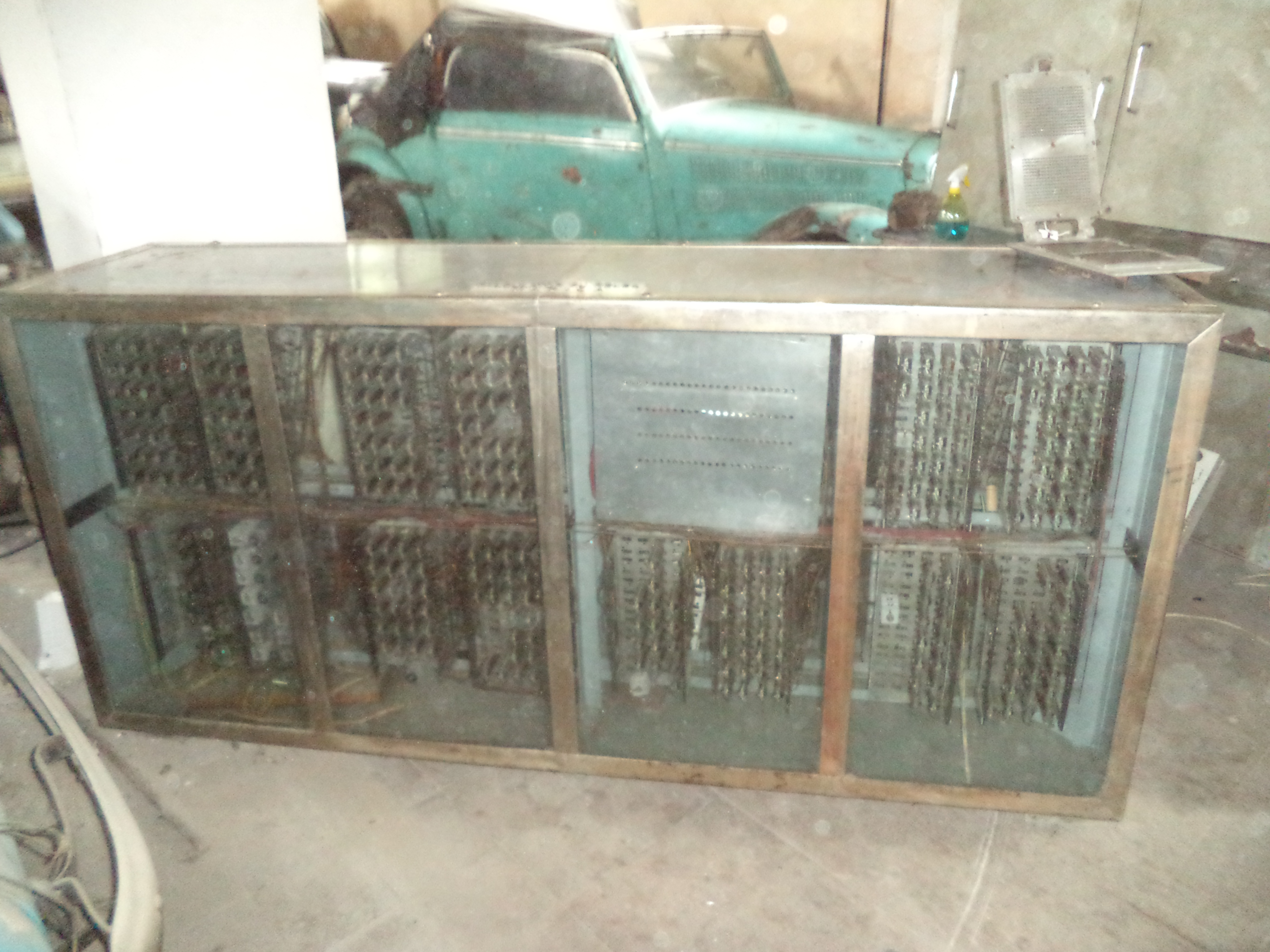
Mașină Automată cu Relee a Istitutului de Calcul al Academiei